# 庚醣
庚醣 （Heptose），又稱為七碳醣，是含有七個碳原子的單醣，化學式為 C7H14O7。
在1號碳上有醛基的稱為七碳醛糖（庚醛糖）；2號碳上有酮基的稱為七碳酮糖（庚酮糖）。庚酮糖有四个手性碳原子，庚醛糖有五个。
庚醣在自然界中十分稀有，通常為細菌多醣的構成部份，或者是作為植物光合作用及磷酸戊糖代謝循環的中間物質 (以磷酸衍生物型態存在)。
自然界中的庚醣例子有:
- 景天庚酮糖（sedoheptulose）
- 甘露庚酮糖（mannoheptulose），在鱷梨中发现
- 馬桑糖（coriose）
- D-glycero-D-galacto-heptose